# Gianni Caravaggio
Gianni Caravaggio (Rocca San Giovanni, 1968) è un artista e docente italiano.

## Biografia
Nasce in un piccolo paese dell'Italia centrale, ma ben presto si trasferisce con la famiglia in Germania. Lì compie studi di filosofia, prima di trasferirsi nuovamente in Italia per studiare all'Accademia di Belle Arti di Milano.
La sua ricerca si pone dapprima come una rielaborazione del linguaggio poverista e, in seguito, come un originale ripensamento della materia scultorea, attraverso i materiali classici del marmo e del bronzo. I risultati sono opere di grande pulizia formale, tese ad indagare l'origine dello stesso gesto artistico, inteso come atto demiurgico.
Come scrive Giorgio Verzotti, "l'arte di Gianni Caravaggio è un'esperienza del sapere che non si incarna in una sintesi di senso univoca, per quanto articolata e assurta a sistema: l'opera resta aperta al possibile"
All'Accademia delle Belle Arti di Brera insegna Scultura (o, a suo dire, avanguardia). Il Museo Cantonale d'Arte a Lugano conserva una sua opera.

## Mostre personali
2000
New view, francesca kaufmann, Milano
2001
What does your soul look like, Tomio Koyama Gallery, Tokyo
2006
Castello di Rivoli Museo di Arte contemporanea, Rivoli (Torino)
2007
Attendere un mondo nuovo, Tucci Russo Studio per l'Arte contemporanea, Torre Pellice (To)
2008
Già trentanove anni su questo pianeta, Centro Arti Visive Pescheria, Pesaro
2008
"Scenario", Collezione Maramotti, Reggio Emilia

## Premi e Riconoscimenti
2011
Premio Internazionale Giovane Scultura, Fondazione Francesco Messina
2006
One Man Show, Art Brussels
2005
Castello di Rivoli Prize e Premio Francesca Alinovi, oggi Premio Alinovi Daolio
2004
Dieselwall Prize
2002
Special Fund Prize PS1